# منطقه ییلاقی خاور سرایان
منطقه ییلاقی خاور، در فاصله ۱۷ کیلومتری شمال شهر سرایان و در داخل ارتفاعات سر به فلک کشیده واقع شده است. برای رسیدن به منطقه ییلاقی خاور، باید از داخل روستای سرسبز و دیدنی سراب گذشت. آب و هوای این منطقه در بهار و تابستان و اوایل پاییز مطبوع و دلپذیر و در زمستان‌ها سرد است. چشمه‌های فراوان و آب و هوای دلپذیر، باعث رونق باغداری و دامداری در این منطقه شده است.